# 新胡塔
新胡塔（直译：「新鋼鐵廠」），是波兰克拉科夫市最东部的市区。人口数量超过200,000人，为该市人口数量最多的市区之一。1990年之前周边市区是原新胡塔区的扩展区域，并有相同的电车系统相通，但这些区域现在为克拉科夫的单独的市区。
新胡塔是最大的社會主義現實主義规划居住区之一（另一个为位于俄罗斯的马格尼托哥尔斯克），并为整个世界上最著名的特意设计的社会工程例子之一。作为乌托邦式的理想化城市，其街道层次、布局及建筑的某些堂皇性使其可跟巴黎和伦敦类比。该市区有众多的公园和绿地，为克拉科夫绿化率最高的区域。
新胡塔曾是波兰的最大钢铁中心，因为该城市以生产钢铁为主，至1980年代失去政府的资助，城市开始逐渐没落。